# 阿爾特斯氏長鬚𱆥
阿爾特斯氏長鬚鿕（学名：[Esomus altus] 错误：{{Lang}}：文本有斜体标记（帮助））为輻鰭魚綱鯉形目鲤科長鬚鿕屬的種，主要分布於亞洲緬甸，體長可達12.5公分，棲息在池塘及溝渠。